# Шеппард, Джефф
Джеффри Кайл «Джефф» Шеппард (англ. Jeffrey Kyle "Jeff" Sheppard; родился 29 сентября 1974, Мариетта, штат Джорджия, США) — американский профессиональный баскетболист. Двукратный чемпион Национальной ассоциации студенческого спорта (NCAA) в сезонах 1995/1996 и 1997/1998 годов.

## Ранние годы
Джефф Шеппард родился 29 сентября 1974 года в городе Мариетта (штат Джорджия), учился в средней школе Макинтош в городе Пичтри-Сити, в которой играл за местную баскетбольную команду. В 1992 году стал лауреатом награды мистер баскетбол Джорджии, а в следующем году был признан баскетболистом года среди старшеклассников Джорджии по версии компании Gatorade.

## Студенческая карьера
В 1998 году закончил Кентуккийский университет, где в течение четырёх лет играл за баскетбольную команду «Кентукки Уайлдкэтс», в которой провёл успешную карьеру под руководством тренера, члена Зала славы баскетбола, Рика Питино, набрав в 134 играх 1091 очко (в среднем 8,1 за игру) и сделав 320 подборов, 288 передач. При Шеппарде «Дикие коты» четыре раза выигрывали регулярный чемпионат (1994—1996, 1998) и три раза турнир Юго-Восточной конференции (1994—1995, 1998), а также четыре раза выходили в плей-офф студенческого чемпионата США (1994—1996, 1998).
Три года подряд «Кентукки Уайлдкэтс» играли в решающем матче турнира NCAA (1996—1998), дважды становясь чемпионами Национальной ассоциации студенческого спорта (NCAA). 23 марта 1996 года «Дикие коты» вышли в финал четырёх турнира NCAA (англ. Final Four), где сначала в полуфинальном матче, 30 марта, обыграли команду Маркуса Кэмби «УМасс Минитмен» со счётом 81—74, в котором Шеппард стал шестым по результативности игроком своей команды, набрав всего 7 очков, а затем в финальной игре, 1 апреля, переиграли команду Джона Уоллеса «Сиракьюс Орандж» со счётом 76—67, в которой Джефф стал седьмым по результативности игроком своей команды, набрав всего 2 очка. В следующем году «Уайлдкэтс» снова играли в финальном матче турнира, в котором в упорной борьбе, в овермайме, проиграли команде Майлза Саймона «Аризона Уайлдкэтс» со счётом 79—84, однако Шеппард в этом сезоне участия не принимал.
В 1998 году «Уайлдкэтс» повторно стали чемпионами NCAA, а Шеппард был признан самым выдающимся игроком этого баскетбольного турнира. 22 марта «Дикие коты» вышли в финал четырёх турнира NCAA, где сначала в полуфинале, 28 марта, в упорной борьбе, в овертайме, обыграли команду Джаррона Коллинза «Стэнфорд Кардинал» со счётом 86—85, в котором Джефф стал лучшим по результативности игроком матча, набрав 27 очков, а затем в решающей игре, 30 марта, обыграли команду Андре Миллера и Майкла Долеака «Юта Ютес» со счётом 78—69, где Шеппард стал вторым по результативности игроком своей команды, набрав 16 очков.

## Профессиональная карьера
Играл на позиции разыгрывающего защитника и атакующего защитника. В 1998 году выставил свою кандидатуру на драфт НБА, однако не был выбран ни одной из команд лиги. 21 января 1999 года, в середине сезона 1998/1999 годов, в качестве свободного агента подписал соглашение с клубом «Атланта Хокс», однако уже 16 февраля того же года руководство «Ястребов» отказалось от его услуг. Впрочем уже через шесть дней «Хокс» подписали с Шеппардом новый договор, который опять же расторгли 4 марта. 19 марта «Атланта» подписала с ним 10-дневный контракт, а затем уже 8 апреля — соглашение до конца текущего сезона, в котором набрал 40 очков за 18 игр (в среднем 2,2 за игру) и сделал 22 подбора, 16 передач и 3 перехвата. По окончании сезона «Ястребы» не стали подписывать с ним очередной контракт. Осенью 2000 года Джефф пытался закрепиться в «Торонто Рэпторс», выступая за команду в предсезонных играх, с которой подписал негарантированный контракт, но не смог пробиться в её основной состав, после чего ни одна из других команд НБА не была заинтересована в его услугах.
После досрочного завершения карьеры в НБА Джефф Шеппард переехал в Европу, где выступал в чемпионате Италии за команды «Бенеттон Тревизо», с которой в сезоне 1999/2000 годов выиграл кубок Италии, «Кордивари Розето» и «Виртус Рим». Террористические акты 11 сентября 2001 года стали причиной, по которой Шеппард принял неожиданное решение о досрочном завершении профессиональной карьеры в возрасте всего 27 лет.

## Личная жизнь
Джефф Шеппард и его жена Стейси Рид, которая также играла за студенческую команду «Кентукки Уайлдкэтс», вместе с двумя детьми в настоящее время проживают в небольшом городке Лондон (штат Кентукки). Они владеют компанией по пошиву одежды и участвуют в различных общественных мероприятиях. Шеппард также является вице-президентом фирмы по развитию бизнеса Wazoo Sports, региональной телевизионной спортивной сети, специализирующейся на освещении спорта в Кентукки. В 2010 году он участвовал в проекте восстановления аудио и видеоматериалов турнира NCAA 1958 года, в котором «Кентукки Уайлдкэтс» стали чемпионами в четвёртый раз, а на их основе Wazoo Sports скомпоновала небольшой фильм.

## Статистика

### Статистика в НБА
| Сезон                                                                                    | Команда | Регулярный сезон | Регулярный сезон | Регулярный сезон | Регулярный сезон | Регулярный сезон | Регулярный сезон | Регулярный сезон | Регулярный сезон | Регулярный сезон | Регулярный сезон | Регулярный сезон | Серия плей-офф | Серия плей-офф | Серия плей-офф | Серия плей-офф | Серия плей-офф | Серия плей-офф | Серия плей-офф | Серия плей-офф | Серия плей-офф | Серия плей-офф | Серия плей-офф |
| Сезон                                                                                    | Команда | GP               | GS               | MPG              | FG%              | 3P%              | FT%              | RPG              | APG              | SPG              | BPG              | PPG              | GP             | GS             | MPG            | FG%            | 3P%            | FT%            | RPG            | APG            | SPG            | BPG            | PPG            |
| ---------------------------------------------------------------------------------------- | ------- | ---------------- | ---------------- | ---------------- | ---------------- | ---------------- | ---------------- | ---------------- | ---------------- | ---------------- | ---------------- | ---------------- | -------------- | -------------- | -------------- | -------------- | -------------- | -------------- | -------------- | -------------- | -------------- | -------------- | -------------- |
| 1998/99                                                                                  | Атланта | 18               | 5                | 10,3             | 38,5             | 28,6             | 61,5             | 1,2              | 0,9              | 0,2              | 0,0              | 2,2              | 4              | 0              | 3,0            | 0,0            | -              | -              | 0,5            | 0,5            | 0,3            | 0,0            | 0,0            |
|                                                                                          | Всего   | 18               | 5                | 10,3             | 38,5             | 28,6             | 61,5             | 1,2              | 0,9              | 0,2              | 0,0              | 2,2              | 4              | 0              | 3,0            | 0,0            | -              | -              | 0,5            | 0,5            | 0,3            | 0,0            | 0,0            |
| Наведите курсор мыши на аббревиатуры в заголовке таблицы, чтобы прочесть их расшифровку. |         |                  |                  |                  |                  |                  |                  |                  |                  |                  |                  |                  |                |                |                |                |                |                |                |                |                |                |                |

### Статистика в NCAA
| Сезон | Команда  | Conf  | Class | GP  | GS | MPG  | FG%  | 3P%  | FT%  | RPG | APG | SPG | BPG | PPG  |
| --- | -------- | ----- | ----- | --- | -- | ---- | ---- | ---- | ---- | --- | --- | --- | --- | ---- |
| 1993/94 | Кентукки | SEC   | FR    | 29  | 0  | 8,9  | 55,6 | 36,8 | 64,5 | 0,8 | 1,0 | 0,6 | 0,1 | 3,7  |
| 1994/95 | Кентукки | SEC   | SO    | 33  | 27 | 22,7 | 44,0 | 35,9 | 75,4 | 2,3 | 2,7 | 1,4 | 0,3 | 8,3  |
| 1995/96 | Кентукки | SEC   | JR    | 34  | 1  | 12,8 | 52,0 | 50,0 | 62,1 | 2,1 | 1,9 | 0,5 | 0,1 | 5,5  |
| 1997/98 | Кентукки | SEC   | SR    | 38  | 37 | 28,0 | 44,4 | 37,6 | 70,3 | 4,0 | 2,7 | 1,2 | 0,2 | 13,7 |
| Всего | Всего    | Всего | Всего | 134 | 65 | 18,7 | 46,4 | 38,8 | 69,1 | 2,4 | 2,1 | 0,9 | 0,2 | 8,1  |
| Наведите курсор мыши на аббревиатуры в заголовке таблицы, чтобы прочесть их расшифровку Статистика приведена с сайта sports-reference.com |          |       |       |     |    |      |      |      |      |     |     |     |     |      |